# Craterul Manicouagan

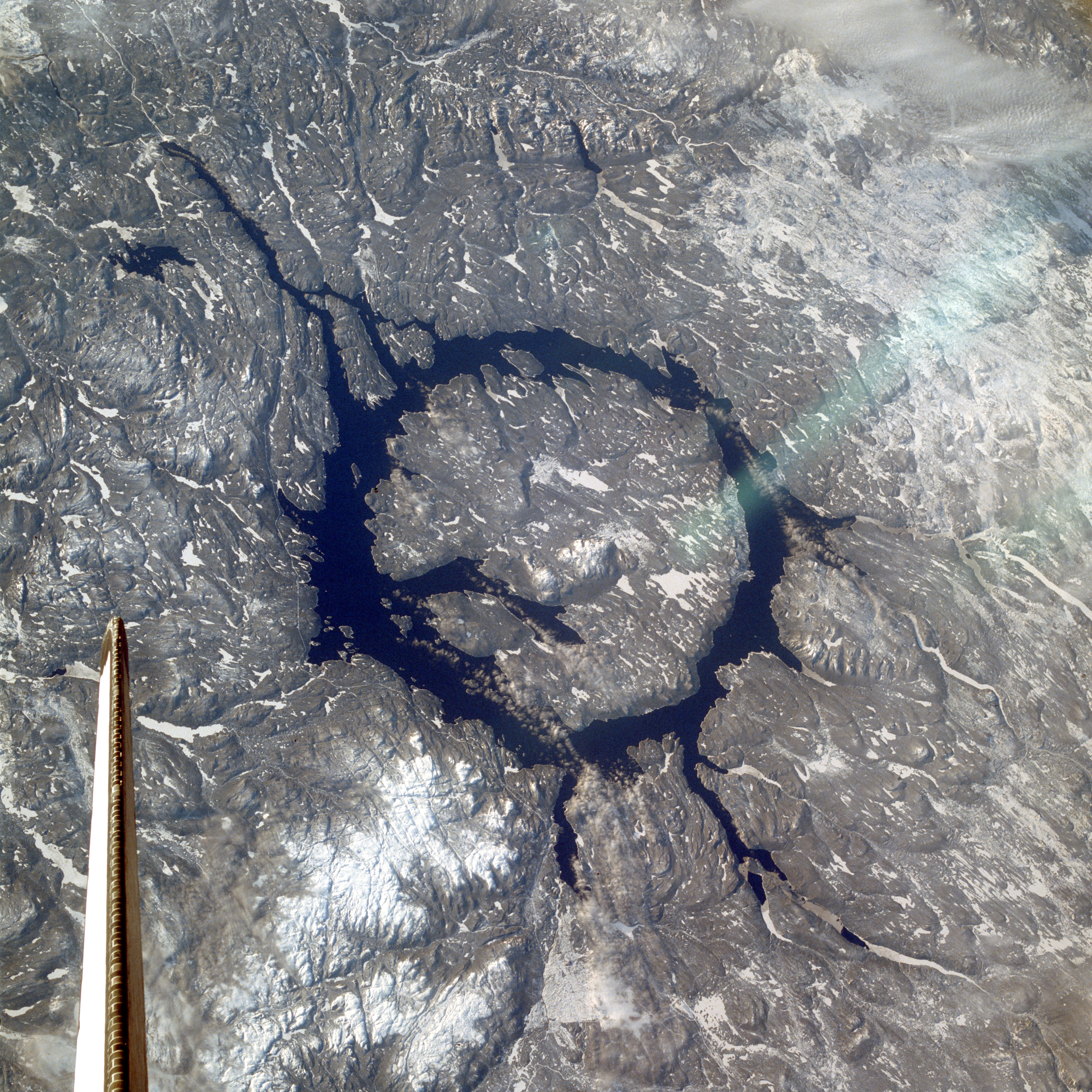
Imagine din spațiu a craterului Manicouagan

Manicouagan este unul dintre cele mai vechi cratere de impact cunoscute și se află în Québec, Canada, la aproximativ 300 km nord de orașul de Baie-Comeau.

## Date generale
Se crede că a fost cauzat de impactul unui asteroid cu diametrul de aproximativ 5 km cu 215,5 milioane de ani în urmă (perioada Triasicului).
Craterul este o structură cu mai multe inele de aproximativ 100 km în diametru. Este ca mărime al cincelea crater de impact confirmat.

## Ipoteza impactului multiplu
S-a sugerat de către David Rowley geofizician de la Universitatea Chicago, care lucrează cu John Spray de la Universitatea din New Brunswick și Kelley Simon de la Open University, că Manicouagan a fost poate parte a unui eveniment ipotetic de impact multiplu care a format, de asemenea, craterul Obolon' în Ucraina, craterul Rochechouart în Franța, craterul Saint Martin în Manitoba și craterul Red Wing în Dakota de Nord. Toate craterele au fost anterior cunoscute și studiate, dar paleoaliniamentul lor nu a fost niciodată demonstrat. Rowley a spus că șansa, ca aceste cratere să fie aliniate așa din cauza șansei, este aproape zero.